# Приключения Вернера Хольта
«Приключе́ния Ве́рнера Хо́льта» (нем. Die Abenteuer des Werner Holt) — кинофильм режиссёра Йоахима Кунерта, вышедший на экраны в 1965 году. Экранизация одноимённого романа Дитера Нолля. Премьера фильма в ГДР состоялась 4 февраля 1965 года в берлинском кинотеатре «Космос».

## Сюжет
Фильм рассказывает о судьбе молодого немецкого солдата Вернера Хольта, который сразу после окончания школы был призван в армию. Поначалу он и его ровесники полны энтузиазма и рвутся в бой. Однако постепенно, под влиянием муштры и тягот военного времени, он начинает понимать, что не всё так просто и однозначно, как он представлял себе раньше. Вернер становится свидетелем зверств эсэсовцев, устроивших облаву на партизан в Словакии. Когда война уже близится к закату, его подразделению приходится вступить в бой с наступающими частями Красной Армии.

## В ролях
- Клаус-Петер Тиле — Вернер Хольт
- Манфред Карге — Гильберт Вольцов
- Арно Визневски — Зепп Гомулка
- Гюнтер Юнгханс — Христиан Феттер
- Петер Ройссе — Петер Визе
- Вольфганг Лангхофф — профессор Хольт
- Ангелика Домрёзе — Ута фон Барним
- Карла Хадимова — Милена
- Моника Войтович — Гундель
- Мари Александер — Герти Цише
- Хельга Гёринг — мать Гомулки
- Хорст Кубе — унтер-офицер Бёк

## Оценки и награды
В 1965 году фильм участвовал в конкурсе IV Московского кинофестиваля и завоевал Первый приз как лучший антифашистский фильм, а также премию Советского комитета защиты мира.
В том же году фильм получил Почётный диплом Эдинбургского кинофестиваля, а в 1966 году — Почётную медаль Международного карфагенского кинофестиваля.
6 октября 1965 года за работу над фильмом «Приключения Вернера Хольта» режиссёр Йоахим Кунерт, сценарист Клаус Кюхенмайстер и кинооператор Рольф Соре были удостоены Национальной премии ГДР в области искусства и литературы.
В 1996 году фильм был отобран комиссией критиков и историков в список ста самых значительных немецких фильмов всех времён.